# Bożena Stryjkówna
Bożena Stryjkówna (* 9. August 1954 in Warschau, Volksrepublik Polen) ist eine polnische Schauspielerin.

## Leben
Bożena Stryjkówna wurde 1954 in Warschau geboren. Sie besuchte die Staatliche Hochschule für Film, Fernsehen und Theater Łódź bis zu ihrem Abschluss 1978.
Ihr Bühnendebüt gab sie am 6. April 1979 in der Rolle der Greta in Szalonej Grecie von Stanisław Grochowiak unter der Regie von Halina Machulska. In den Jahren 1978–2014 war sie mit dem Ochota-Theater in Warschau verbunden, zunächst als Schauspielerin (1978–2002), in den Jahren 1996–2009 als stellvertretende künstlerische Leiterin und von 2009 bis 2014 als Leiterin des Ochota-Theaterzentrums. Sie arbeitete auch als Theaterregisseurin. Die Schauspielerin ist vor allem für ihre Rolle als Lamia Reno im Film Sexmission bekannt.
Ihr erster Ehemann war der Regisseur Juliusz Machulski, das Paar ließ sich scheiden. Ihr aktueller Ehemann ist der Schauspieler und Regisseur Andrzej Walden.

## Filmografie
- 1978: Układ krążenia
- 1980: Wäre die Erde nicht rund
- 1982: Matka Królów
- 1984: Sexmission (Seksmisja)
- 2013: In meinem Kopf ein Universum (Chce się żyć)
- 2017: Robal
- 2019: Ikar. Legenda Mietka Kosza